# 이와미 마사키
이와미 마사키(일본어: 岩見 雅紀, 1994년 7월 10일 ~ )는 일본의 프로 야구 선수이며, 현재 퍼시픽 리그인 도호쿠 라쿠텐 골든이글스의 소속 선수(외야수)이다.

## 상세 정보

### 출신 학교
- 히에이잔 고등학교
- 게이오기주쿠 대학

### 선수 경력
- 도호쿠 라쿠텐 골든이글스(2018년 ~ )

### 등번호
- 13(2018년 ~ )

## 주해
1. ↑  2017년 도쿄 6대학 야구 춘계 리그전인 소케이 3차전에서 타석에 들어섰을 때의 모습이다.